# Die Stunde der grausamen Leichen
Die Stunde der grausamen Leichen (Originaltitel: El jorobado de la Morgue) ist ein spanischer Horrorfilm aus dem Jahr 1973. Der Film handelt von einem skrupellosen Wissenschaftler, der einen naiven Krüppel manipuliert und beeinflusst, ihn sogar zum Mörder werden lässt, um mit dessen Hilfe ein Monstrum zu erschaffen. Regie führte Javier Aguirre, das Drehbuch stammt von Hauptdarsteller Paul Naschy, der es unter seinem bürgerlichen Namen Jacinto Molina verfasste. Die Produktion ist die zweite Zusammenarbeit zwischen Regisseur Aguirre und Naschy.
Die Inszenierung ist in unterschiedlichen Schnittfassungen erschienen und enthält je nach Version freizügige Sexszenen. In Spanien durften diese allerdings aufgrund geltender Zensurbestimmungen – eine allzu freizügige Darstellung war hier untersagt – nicht enthalten sein, so dass man jene Szenen eigens für den internationalen Vertrieb produzierte. Für das spanische Produktionsland wurde beispielsweise eine Liebesszene gedreht in der Naschy und Yanni komplett bekleidet waren.
Der Film wurde komplett in Nordkatalonien gedreht, obgleich der Film vorgibt in der deutschsprachigen Stadt Feldkirch zu spielen.

## Handlung
Ort der Handlung ist das beschauliche Feldkirch. Der missgebildete, bucklige Gotho arbeitet hier als Pathologie-Gehilfe in der Leichenhalle des örtlichen Universität-Krankenhauses für Professor Dr. Orla. Der von seinen Mitmenschen gedemütigte und aufgrund der gekrümmten Körperhaltung als „Affe“ verspottete Mann schwärmt heimlich für die todkranke Ilsa, die er fürsorglich pflegt. Die blonde, ans Bett gefesselte Schönheit bringt für ihn, dem Krüppel, so etwas wie Verständnis auf. Er verliebt sich schließlich in Ilsa. Nach deren plötzlichem Ableben tötet und verstümmelt der trauernde Gotho zwei Pfleger, die den Leichnam seiner Angebeteten bestehlen. Anschließend entwendet der Verzweifelte den leblosen Körper Ilsas und bahrt ihn in einem unterirdischen Kellerlabyrinth auf, das einst als Folterkammer der Inquisition diente. Gotho ist überzeugt davon, Ilsa irgendwie zu neuem Leben zu erwecken.
Derweil ermittelt die Polizei im Mordfall der zwei verstümmelten Angestellten des Krankenhauses. Gotho gilt als tatverdächtig, ist jedoch – wie auch Ilsas Leichnam – unauffindbar. Bald mehren sich weitere mysteriöse Todesfälle, die alle im Zusammenhang mit dem Gesuchten stehen, der sich an seinen Mitmenschen für erduldete Leiden zu rächen beginnt.
Der skrupellose Professor Dr. Orla verliert zeitlich versetzt seinen Forschungsauftrag an der Universität. Der rücksichtslose Wissenschaftler experimentierte zuvor gemeinsam mit Dr. Tauchner an Leichenteilen zur Erzeugung künstlichen Lebens. Der Forscher fühlt sich missverstanden und plant trotz mangelnder finanzieller Unterstützung der Fakultät die geheime Fortführung seiner Arbeit in Eigenregie. Der Gelehrte sichert sich die Dienste seines loyalen und polizeilich gesuchten Untergebenen Gotho. Der naive Mann erhofft sich im Gegenzug von Orla die nötige Hilfe um Ilsa wieder „lebendig“ zu machen. Zunächst wird Orlas Labor an einen unterirdischen und sicheren Ort verlagert, bevor die Experimente außerhalb der Legitimität wieder aufgenommen werden. Der Professor benutzt Gotho in der Folgezeit allerdings als Mittel zum Zweck und lässt sich durch den Buckligen zuerst mit Leichenteilen, später mit lebenden Menschen versorgen. Tauchner ist skeptisch, assistiert jedoch anfangs Orla trotz dessen ungestümen Methoden.
Als drei unwissende Handlanger Orlas den verwesten Leichnam Ilsas in ein Säurebad stoßen und dafür später vom wütenden Gotho getötet werden, begreift der Missgebildete die Bedeutung jener Tat. Seine einzige Bezugsperson ist unweigerlich verloren, eine Reinkarnation ist nun ausgeschlossen. Gotho avanciert spätestens jetzt zu einer tragischen Figur. Der liebestolle Mörder will sich der Justiz stellen, doch Orla überredet ihn abermals weiterzumachen und für ihn zu töten, da er weiterhin Unmengen „lebendiges Material“ für seine Forschungsarbeit benötigt. Nach und nach zweifeln Dr. Tauchner und die ebenfalls involvierte Dr. Marco an Orlas Visionen, obwohl dieser tatsächlich ein schleimiges Urwesen erschafft. Die beiden ahnen jedoch nichts von den von Orla initiierten Verschleppungen und Tötungen.
Währenddessen findet der unterdrückte und ausgebeutete Gotho auf einem seiner „Streifzüge“ Zuneigung und Geborgenheit bei der rothaarigen Ärztin Elke. Die ahnungslose Schönheit verführt Gotho, von dessen Unschuld sie gänzlich überzeugt ist. Sie sieht in ihm ein Opfer Orlas, ahnt jedoch nicht, dass der Mann ein Mörder ist. Eines Tages wird Gotho von Elke bei einer Entführung beobachtet. Die Medizinerin folgt ihm in die Katakomben, wo die Situation bald eskaliert. Als Orla von Gotho den Tod der anwesenden Elke sowie den Mord an den inzwischen gefangen gehaltenen Mitwissern Dr. Tauchner und Dr. Marco einfordert, kündigt der Bucklige endgültig die Zusammenarbeit und stellt sich gegen seinen einstigen Mentor. Es kommt zu Streitigkeiten, in deren Folge Gotho verletzt wird. Um seine neue Freundin zu retten, befreit er die beiden anderen Wissenschaftler. Dabei kommt jedoch versehentlich auch das erschaffene Urwesen frei, welches Orla und später auch Gotho tötet. Der Bucklige stürzt mit dem Monster in ein Säurebad. Am Ende des Films überleben lediglich Dr. Tauchner, Dr. Marco und Elke, die in der letzten Szene des Films nach ihrem inzwischen verstorbenen Gefährten Gotho ruft.

## Kritiken
Das Lexikon des internationalen Films schrieb, der Film sei ein „geschmackloses ‚Trash-Movie‘, in dem unter anderem lebende Ratten mit Benzin getränkt und angezündet“ würden.
Frank Trebbin schrieb in seinem Horrorfilmlexikon „Die Angst sitzt neben Dir“, der Film sei „trotz der offensichtlich spekulativen Ausbeute der blutrünstigen Geschichte […] guter Horror mit wenig Aufwand, aber visuellem Fingerspitzengefühl.“

## Sonstiges
In der deutschen und der englischen Version erhielten manche Beteiligte englisch klingende Pseudonyme.